# كونستانتين براون
كونستانتين براون (بالألمانية: Constantin Braun)‏ هو لاعب هوكي الجليد ألماني، ولد في 11 مارس 1988 في Lampertheim ‏ في ألمانيا.

## وصلات خارجية
- كونستانتين براون على موقع دوري الهوكي الوطني (الإنجليزية)
- كونستانتين براون على موقع EliteProspects.com (الإنجليزية)
- كونستانتين براون على موقع Eurohockey.com (الإنجليزية)
- كونستانتين براون على موقع HockeyDB.com (الإنجليزية)